# سنة العيش بخطورة (فلم)
سنة العيش بخطورة (بالإنجليزية: The Year of Living Dangerously) هو فيلم دراما تم إنتاجه في أستراليا وصدر في سنة 1982.

## نبذة
يدور الفيلم حول محاولات مراسل أسترالي شاب في التغلب على الاضطرابات السياسية في إندونيسيا أثناء حكم الرئيس أحمد سوكارنو، وذلك بمساعدة مصور مبتدئ.

## بطولة
- ميل غيبسون
- سيغورني ويفر

## الميزانية والإيرادات
بلغت تكلفة إنتاج الفيلم حوالي A6 مليون دولار بينما حقق أرباحا تقدر بـ A2,898,000 (Australia), 10,278,575 دولار.

### ترشيحات وجوائز
| السنة | الحدث          | الفئة                   | النتيجة  |
| ----- | -------------- | ----------------------- | -------- |
|       | جائزة الأوسكار | أفضل ممثلة في دور مساعد | فـــــوز |

## وصلات خارجية
- مقالات تستعمل روابط فنية بلا صلة مع ويكي بيانات

1. ↑  The Year of Living Dangerously، مؤرشف من الأصل في 2019-08-03، اطلع عليه بتاريخ 2019-06-05